# Natalia Vía Dufresne
Natalia Vía Dufresne Pereña (* 10. Juni 1973 in Barcelona) ist eine ehemalige spanische Seglerin.

## Erfolge
Natalia Vía Dufresne nahm an den Olympischen Spielen 1992 in Barcelona in der Bootsklasse Europe teil und gewann in dieser die Silbermedaille. Mit 57,4 Punkten belegte sie hinter Linda Andersen und vor Julia Trotman den zweiten Platz. Drei Jahre darauf sicherte sie sich bei den Weltmeisterschaften in Auckland die Bronzemedaille. Im Anschluss wechselte sie in die 470er Jolle, mit der sie bei drei weiteren Olympischen Spielen startete. Die Spiele 2000 in Sydney beendete sie mit Sandra Azón auf dem sechsten Platz. Bei den Olympischen Spielen 2004 in Athen gewann sie mit Azón die Silbermedaille, nachdem sie die Regatta dank 62 Punkten hinter dem griechischen und vor dem schwedischen Boot abgeschlossen hatten. 2008 kam sie in Peking mit Laia Tutzo nicht über den zehnten Platz hinaus. In der 470er Jolle gewann sie bei Weltmeisterschaften mit Sandra Azón zwei weitere Bronzemedaillen: 2000 am Balaton und 2001 in Koper. 2003 wurde sie zudem Europameisterin.
Ihre ältere Schwester Begoña Vía Dufresne war ebenfalls olympische Seglerin.